# David Mitchell (piragüista)
David Arthur Mitchell (5 de febrero de 1943) es un deportista británico que compitió en piragüismo en la modalidad de eslalon. Ganó dos medallas en el Campeonato Mundial de Piragüismo en Eslalon, bronce en 1963 y plata en 1967.

## Palmarés internacional
| Campeonato Mundial | Campeonato Mundial                 | Campeonato Mundial | Campeonato Mundial |
| Año                | Lugar                              | Medalla            | Competición        |
| ------------------ | ---------------------------------- | ------------------ | ------------------ |
| 1963               | Spittal (Austria)                  | Medalla de bronce  | F1 por equipos     |
| 1967               | Lipno nad Vltavou (Checoslovaquia) | Medalla de plata   | K1 individual      |